# Visió artificial

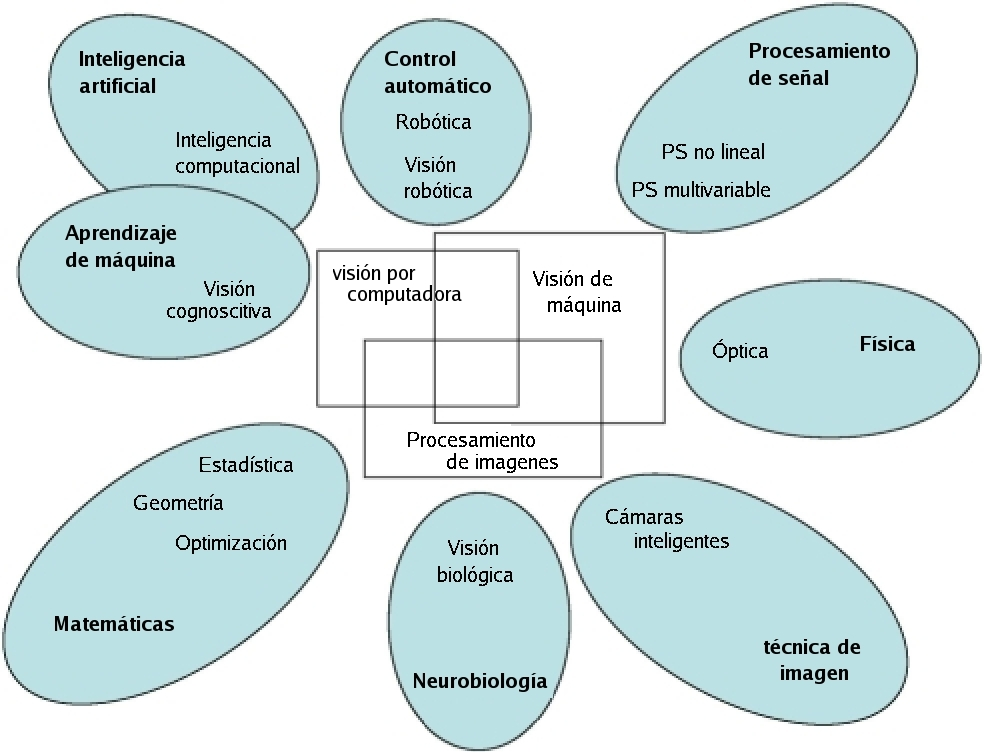
Esquema de relacions entre visió per ordinador i altres àrees afins.

La visió artificial, també coneguda com a visió per computador (de l'anglès computer vision) o visió tècnica és un camp de la intel·ligència artificial. El propòsit de la visió artificial és programar un ordinador perquè "entengui" una escena o les característiques d'una imatge. Els objectius típics de la visió artificial inclouen:
- La detecció, segmentació, localització i reconeixement de certs objectes en imatges (per exemple, cares humanes).
- L'avaluació dels resultats (ex.: segmentació, registre).
- Registre de diferents imatges d'una mateixa escena o objecte, i, fer concordar un mateix objecte en diverses imatges.
- Seguiment d'un objecte en una seqüència d'imatges.
- Mapeig d'una escena per generar un model tridimensional de l'escena; tal model podria ser usat per un robot per navegar per l'escena.
- Estimació de les postures tridimensionals d'humans.
- Cerca d'imatges digitals pel seu contingut.

Aquests objectius s'aconsegueixen mitjançant reconeixement de patrons, aprenentatge estadístic, geometria de projecció, processament d'imatges, teoria de gràfics i altres camps. La visió artificial cognitiva està molt relacionada amb la psicologia cognitiva i la computació biològica.

## Visió artificial aplicada al sistema visual humà
Quan la retina està danyada o no funciona bé, els fotoreceptors deixen de funcionar, però això no vol dir que tota l'estructura del sistema visual Humà no pugui continuar funcionant. Per això hi ha una part de científics que estan desenvolupant micro xips de silici que puguin dotar de visió artificial a aquelles persones a qui no els funcionen els fotoreceptors.
Com ja sabem, la informació captada pels fotoreceptors es transmet a les cèl·lules ganglionars, on s'interpreta i es mana al cervell a través del nervi òptic. Hi ha malalties que afecten aquestes cèl·lules com la tetignosis pigmentària o la DMAE, que deixen inoperatius els fotoreceptors però no danyen les cèl·lules ganglionales o el nervi òptic, de manera que el problema no és que la informació no pot arribar al cervell, sinó que no es pot captar. En aquests casos es poden desenvolupar uns cons i bastons artificials.
Els requisits dels micro xips perquè compleixi la funció dels fotoreceptors són:
- Que siguin prou petits com per implantar en l'ull.
- Que tinguin una font d'abastament d'energia contínua.
- Que no causin rebuig, és a dir, que siguin biocompatibles amb els teixits de l'ull.

Un dels micros que s'ha desenvolupat amb èxit de moment és un dispositiu de 2 mm de diàmetre i fi com un cabell humà. Conté 3.500 cèl·lules solars microscòpiques que imiten els bastons i els cons i converteixen la llum en polsos elèctrics. Es proveeix d'energia solar, de manera que s'eviten cables i bateries.

### Producció de la imatge digital en microscòpia òptica
La digitalització d'una imatge electrònica o de vídeo capturada per un microscopi òptic permet obtenir un increment espectacular en les possibilitats d'ampliar característiques, extreure informació o modificar la imatge. En comparació amb el mecanisme tradicional de captura d'imatges, la foto micrografia a pel·lícula, la digitalització de la imatge i el procés de postadquisició/recuperació permeten una modificació reversible de la imatge com a matriu ordenada d'enters fonamentalment lliure de soroll més que una mera sèrie de variacions anàlogues en color i intensitat. Aquesta secció tracta sobre diversos temes d'actualitat sobre l'adquisició i processament d'imatges per a microscòpia òptica.

### Propietats bàsiques de les imatges digitals
Les imatges de senyal continu es reprodueixen mitjançant dispositius electrònics analògics que registren les dades de la imatge amb precisió utilitzant diversos mètodes, com una seqüència de fluctuacions del senyal elèctric o canvis en la naturalesa química de l'emulsió d'una pel·lícula, que varien contínuament en els diferents aspectes de la imatge. Per processar o visualitzar a l'ordinador un senyal continu o una imatge analògica, es ha de convertir primer a un format comprensible per l'ordinador o format digital. Aquest procés s'aplica a totes les imatges, independentment del seu origen, complexitat i de si són en blanc i negre (escala de grisos) o tot color. Una imatge digital es compon d'una matriu rectangular (o quadrada) de píxels que representen una sèrie de valors d'intensitat ordenats en un sistema de coordenades (x, y).

### Detectors d'imatge electrònics
La gamma de mètodes de detecció de llum i l'àmplia varietat de dispositius d'imatge que estan disponibles actualment per al microscòpica fan que la seva selecció sigui difícil ja sovint confusa. Amb aquest document es pretén oferir ajuda per a la comprensió de conceptes bàsics sobre la detecció de llum i proporcionar una guia per a la selecció del detector electrònic adequat (CCD o sistema de videocàmera) amb aplicacions específiques de microscòpia òptica.

### Fonaments de la producció d'imatges en vídeo
Les imatges òptiques produïdes en el microscopi poden ser capturades utilitzant bé tècniques de pel·lícula tradicionals, digitalment amb detectors electrònics com un chargecoupled device (CCD), o amb una càmera de tipus tub. Les càmeres són sovint el recurs més apropiat quan s'han de gravar successos dinàmics en temps real.

## Introducció als sensors d'imatge CMOS
Els sensors d'imatge CMOS s'han dissenyat amb la capacitat d'integrar un nombre de funcions de processament i control directament en el circuit integrat del sensor, la qual cosa s'estén més enllà de la tasca fonamental de recopilació de fotons. Aquests nous aspectes inclouen generalment lògica temporal, control d'exposició, conversió d'analògic a digital, obturació, balanç de blancs, ajust de l'augment i algorismes de processament inicial de la imatge. S'estan introduint sensors d'imatge CMOS econòmics en el camp de la microscòpia òptica en instruments per a fins educatius que combinen una qualitat òptica acceptable amb paquets de programari de control i imatge fàcils d'utilitzar.

## Conceptes bàsics sobre processament digital de la imatge
El processament digital de la imatge permet una modificació reversible de la imatge pràcticament lliure de soroll en forma d'una matriu d'enters en comptes de les clàssiques manipulacions en la cambra fosca o filtració de voltatges dependents del temps necessaris per a les imatges analògiques i senyals de vídeo. Fins i tot encara que molts algorismes de processament d'imatges són extremadament potents, l'usuari mitjà sovint s'aplica operacions a imatges digitals sense tenir en compte els principis subjacents després aquestes manipulacions. Les imatges que resulten d'una manipulació descuidada estan sovint distorsionades pel que fa a aquelles que podrien produir-s'hi la potència i versatilitat del programari de processament digital fossin utilitzats correctament ...

## Estratègies recomanades per al processament d'imatges digitals
Depenent de les condicions d'il·luminació, la integritat de la mostra i els mètodes de preparació, les imatges capturades amb el microscopi òptic poden requerir una quantitat considerable de rehabilitació/reinserció/renovació per aconseguir un equilibri entre precisió científica i composició estètica. Les imatges digitals que s'obtenen mitjançant un CCD (charge-coupled device) o un CMOS (Complementary metall s'oxidi semiconductor) sovint pateixen senyals-a-soroll pobres, il·luminació irregular, impureses d'enfocament, enlluernament, canvis en els colors i altres problemes que distorsionen la qualitat global de la imatge.

## Deconvolució en microscòpia òptica
La de-convolució és una tècnica de processament digital d'imatge intensiu/reforçat que s'està utilitzant cada vegada més per millorar el contrast i la resolució de les imatges digitals capturades amb el microscopi. El seu fonament es basa en un joc de mètodes dissenyats per eliminar les imprecisions presents en les imatges produïdes per l'obertura limitada de l'objectiu. Pràcticament, qualsevol imatge obtinguda amb un microscopi digital fluorescent es pot processar per de-convolució i s'estan desenvolupant diverses aplicacions noves que utilitzen tècniques de de-convolució per imatges transmeses de llum compostes mitjançant diverses estratègies de processament de contrast. Un dels camps què més pot beneficiar de la de-convolució és el de muntatges en tres dimensions a partir de seccions òptiques.

## Odometria visual
l’odometria visual és el procés de determinar la posició i orientació d'un robot mitjançant l'anàlisi de les imatges de la càmera o les càmeres de què disposa. La majoria dels algoritmes existents amb què s'aplica odometria visual es basen en l'adquisició d'imatges, correcció o pre-processament d'imatges mitjançant tècniques de processament d'imatges, detecció de punts d'interès: definició d'operadors i tècniques de correlació de punts d'interès entre diferents imatges i construcció del camp de flux òptic, detecció i correcció d'errors.estimació del moviment de la càmera a partir del flux òptic. i repoblació de punts d'interès/seguiment per mantenir cobertura a tota la imatge.